# Liebe mich, wenn du dich traust
Liebe mich, wenn du dich traust (der französische Originaltitel Jeux d’enfants bedeutet Kinderspiele) ist ein französischer Spielfilm aus dem Jahr 2003 und das Regiedebüt von Yann Samuell.

## Handlung
Der Film spielt in einer belgischen Stadt, in der das kleine Mädchen Sophie von einigen Kindern als „Dreckspolackin“ beschimpft wird. Ein Busfahrer und ein kleiner Junge, Julien, sind die einzigen, die ihr dabei helfen, ihre von den anderen Kindern in eine Pfütze geworfenen Schulhefte aufzuheben.
Um sie aufzumuntern, schenkt Julien ihr eine Spieldose, die ihm selbst sehr wichtig ist, da er sie von seiner todkranken Mutter bekommen hat. Darum bittet er sie, ihm die Dose ab und an zu überlassen. Entgeistert, dass er das Geschenk sofort wiederhaben will, verlangt Sophie, dass er ihr beweist, wie wichtig ihm die Dose ist. Dazu löst Julien die Handbremse des Busses und dieser rollt ohne Fahrer, mitsamt den Kindern, die sie gehänselt haben, los. Es beginnt ein Spiel, in dem die Spieldose nach jeder erfüllten Aufgabe von einem zum anderen wandert.
Zwischen dem Sohn wohlhabender belgischer Eltern und der Tochter armer polnischer Einwanderer entwickelt sich eine innige Freundschaft. Als Kinder ziehen sie beispielsweise ein Hochzeitsbuffet auf den Boden, während sie als Jugendliche ihre jeweiligen Liebhaber in die Spielchen hineinziehen. Dabei interessieren sie die Konsequenzen ihrer autoritären Eltern und der restlichen Umgebung überhaupt nicht.
Die sich entwickelnde Liebe wollen sie sich aber nicht eingestehen, sie stürmen nur von einem Kick zum nächsten. Die Spiele werden unterdessen immer extremer und existentieller.
Der vorläufige Höhepunkt ist, dass Sophie Juliens Hochzeit platzen lässt, er daraufhin von seinem Vater verstoßen wird und sie bei einem weiteren Spiel fast zu Tode kommt.
Nach zehn Jahren Trennung kommt es zu einem fulminanten Ende, indem die beiden ihre komplette Umgebung (sie werden nur mit blankem Entsetzen angestarrt) einfach ignorieren. Ein simples Happy End, wie in den meisten Liebesgeschichten üblich, wird dadurch konterkariert, dass sich die beiden zwar glücklich und eng umschlungen küssend wiedergefunden haben, dabei jedoch in einer tiefen Baugrube stehen, die, während sie sich küssen, mit Beton zugegossen wird.

## Soundtracks
Das Album wurde am 9. September 2003 von Philippe Rombi veröffentlicht.
| Nr. | Titel                                |
| --- | ------------------------------------ |
| 1.  | Ouverture                            |
| 2.  | Love Theme                           |
| 3.  | Solitude / L'Escalier du Temps       |
| 4.  | Beethov' Fantaisie / Cap Ou Pas Cap? |
| 5.  | Jeux d'enfants                       |
| 6.  | Les Lunettes Magiques                |
| 7.  | Derniers Instants                    |
| 8.  | Premier Baiser                       |
| 9.  | Declaration / Separation             |
| 10. | Invitation                           |
| 11. | La Vie en Rose (Trio Esperança)      |
| 12. | 10 Ans Plus Tard                     |
| 13. | Mieux Que La Vie (Poursuite)         |
| 14. | La Vie en Rose (Donna Summer)        |
| 15. | Le Meilleur et le Pire               |
| 16. | Sous la Pluie                        |
| 17. | Pour Toujours (Love Theme)           |
| 18. | La Vie en Rose (Louis Armstrong)     |
| 19. | La Vie en Rose (Zazie)               |

## Stil
Regisseur und Drehbuchautor Yann Samuell benutzt immer wieder seltsam wirkende, comic- oder phantasieartige Einschübe, die dem Film eine ganz eigene Note geben. Die Erzählperspektive wechselt häufig zwischen Julien, Sophie und einem stillen Beobachter.

## Einspielergebnis
Der Film erreichte in Europa rund 1,5 Millionen Kinobesuche, die meisten davon mit 1,07 Millionen in Frankreich, gefolgt von Deutschland (145.000) und Belgien (59.000). Weltweit erzielte der Film ein Einspielergebnis von rund 8,56 Millionen US-Dollar.

## Kritiken
„Die Spur der Verwüstung, die sich durch diesen jede Norm verrückenden Film zieht, ist außerordentlich, Samuells Fabulierlaune ohne Rücksicht auf Raum und Zeit und die Lust des Regisseurs an der Eskalation sind es ebenso. Die Eigengesetzlichkeit, mit der zwei Liebende ihre Empfindungen mutwillig einer immer verheerenderen Zerstörungswut aussetzen, mag nicht in jedem Augenblick einleuchten. Aber was der französische Regisseur vorführt, von den Darstellern Guillaume Canet und Marion Cotillard in allen Phasen der Selbstentäußerung prächtig unterstützt, beweist Szene um Szene, welche wunderbaren Kinoüberraschungen die Kraft der Anarchie gebären kann.“

„Im Rausch der visuellen Effekte und mit wachsender Lust am grausamen Spiel geht die Empathie mit den Figuren allerdings zunehmend verloren. Fasziniert, doch seltsam ungerührt schaut man dem selbstzerstörerischen Treiben der beiden Starrköpfe zu.“

„Eine eindrucksvolle Studie über die Zerstörungskraft einer pervertierten Liebe, die in erbarmungsloser Konsequenz und mit der fantasievollen Wucht eines Arsenals filmischer Mittel durchbuchstabiert wird.“

## Auszeichnungen
- 2004: Newport Beach Film Festival – Beste Darstellerin für Marion Cotillard